# Slaget om Gilbert- og Marshalløerne
Slaget om Gilbert- og Marshalløerne var nøgle strategiske operationer i Stillehavskrigen under 2. verdenskrig. Slaget forgik fra november 1943 til februar 1944 og involverede den amerikanske stillehavsflåde (engelsk: United States Pacific Fleet) og det amerikanske marinekorps. Slaget efterfulgte et angreb på Makin af amerikanske marinesoldater i august 1942.
Japanske baser på Gilbert- og Marshalløerne var den yderste udkant af det østlige forsvar af det japanske imperium. Slaget om Marianerne fulgte efter den næste sommer.

## Baggrund
De japanske styrker besatte Gilbertøerne tre dage efter angrebet på Pearl Harbor, Hawaii. Som et symbolsk forsvar for Tarawa, byggede de en vandflysbase på Makin og spredte tropper langs kysterne af atoller for at overvåge de Allieredes styrkers bevægelser i det sydlige Stillehav. Det var først efter Carlson's Raiders angreb Makin i august 1942, at japanerne begyndte at befæste og styrke Gilbertøerne. Den største og mest strategisk vigtige ø i Gilbertøgruppen var Tarawa. Befæstninger blev hurtigt bygget af japanerne begyndende i marts 1943 med næsten 5.000 soldater udstationeret i her. Yderligere 3.000 flådelandgangstyrker og grundstyrketropper og 940 skibsbyggerenheder blev suppleret med 1.247 arbejdere.
Til sammenligning blev Makinøerne kun holdt af 798 kamptropper, herunder omkring 100 isoleret japansk flypersonal. General Holland M. Smith, øverstkommanderende for V Amphibious Corps, beskyldte Carlsons angreb for den hurtige opbygning af japanske styrker og følte trofast, selv længe efter hans pensionering, at Tarawa skulle have været omgået, i stedet for at pådrage sig store tab af marinesoldater i løbet af erobringen. Admiralerne Chester W. Nimitz, Ernest King og Raymond A. Spruance mente at generobringen af Gilbertøerne var nødvendigt og strategisk vigtig for den fortsatte bevægelse i retning Marshalløerne. Kodenavnet for erobringen af Gilbertøerne var Galvanic, som bestod af erobringerne Tarawa, Makin og Tarawa.